# 諾爾卡西亞
諾爾卡西亞是哥倫比亞的城鎮，位於該國中部，由卡爾達斯省負責管轄，距離首府馬尼薩萊斯207公里，始建於1895年，面積223平方公里，海拔高度700米，2005年人口6,523。